# Serixia basalis
Serixia basalis là một loài bọ cánh cứng trong họ Cerambycidae.